# Artur Hajzer
Artur Henryk Hajzer (Zielona Góra, 28 de junio de 1962 - 7 de julio de 2013) fue un alpinista polaco. Hajzer escaló ocho Ochomiles, muchos de ellos mediante nuevas rutas (la cara noreste de Manaslu en 1986, la vía este del Shishapangma en 1987) e hizo su primera escalada en invierno en el Annapurna el 3 de febrero de 1987. También alcanzó la cumbre del Annapurna Este (8010 m) en una nueva cara por la vía sureste en 1988. Todas estas cimas lo hizo junto a Jerzy Kukuczka, sin oxígeno ni ayuda de sherpa. Artur intentó la cara sur de Lhotse en tres ocasiones, llegando a los 8200 m en 1985, 8300 m en 1987 y 7200 m (estilo alpino) en 1989. Organizó el rescate por la cresta Oeste del Monte Everest para Andrzej Marciniak en 1989. El 30 de septiembre de 2011, alcanzó la cima de Makalu con Adam Bielecki y Tomasz Wolfat. En julio de 2013 murió tras caer en el Coloir japonés tras un intento de alcanzar la cumbre del Gasherbrum I.

## Ascensiones de Ochomiles
- 1986 - Manaslu (nueva ruta)
- 1987 - Annapurna (primer ascenso en invierno)
- 1987 - Shishapangma (nueva ruta)
- 1988 - Annapurna Este (nueva ruta)
- 2008 - Dhaulagiri
- 2010 - Nanga Parbat
- 2011 - Makalu